# Thelypteris indica
Thelypteris indica là một loài thực vật có mạch trong họ Thelypteridaceae. Loài này được (Alderw.) C.F. Reed miêu tả khoa học đầu tiên năm 1968.